# Janne Haaland Matlary

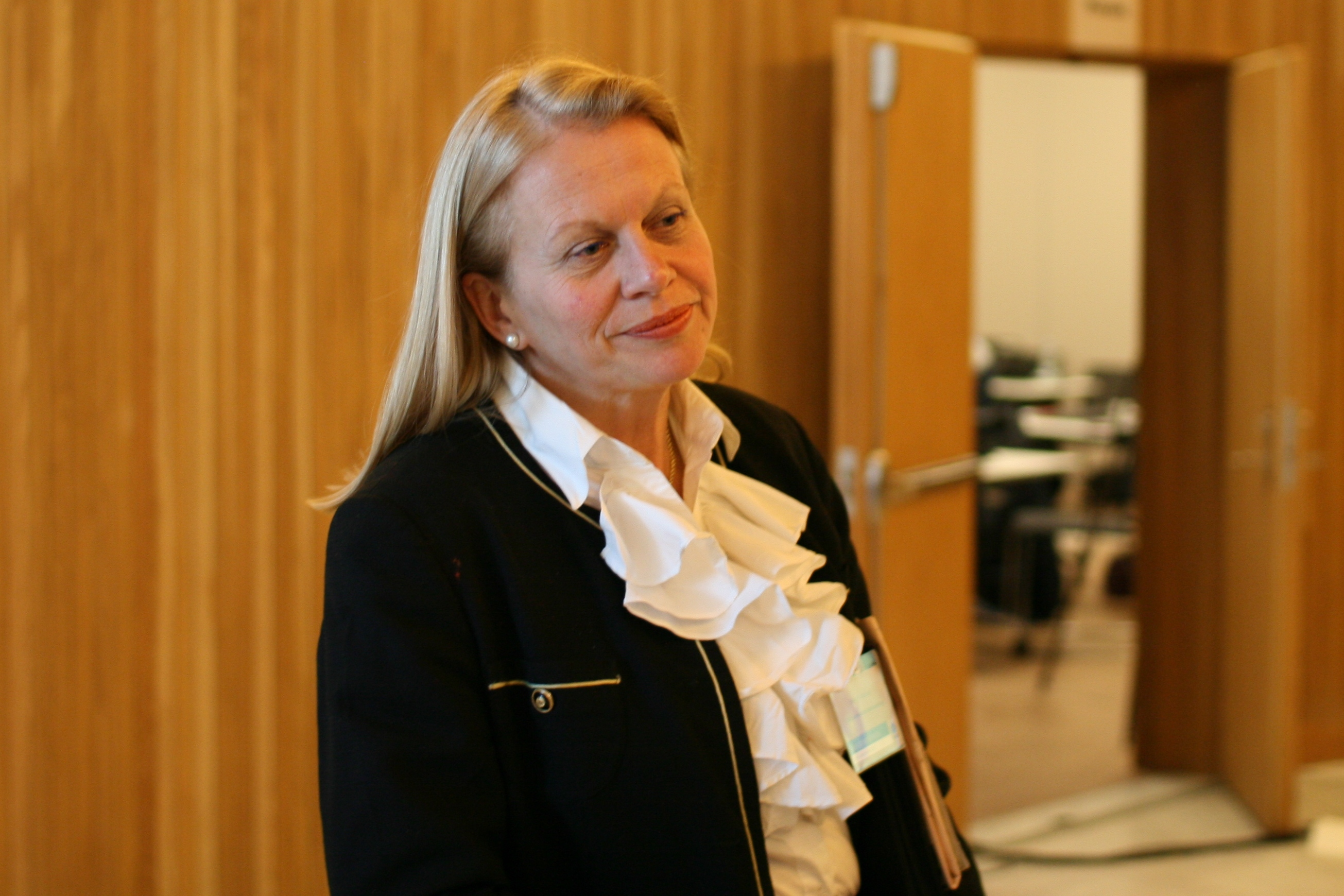
Janne Haaland Matlary (2009)

Janne Haaland Matlary (* 27. April 1957 in Mandal) ist eine norwegische Politologin, römisch-katholische Kirchenaktivistin und konservative Politikerin.

## Leben und Aktivitäten

### Wissenschaftliche und politische Laufbahn
Matlary promovierte 1994 in Politikwissenschaften und ist Professorin für Internationale Politik an der Universität Oslo. Ihre wissenschaftlichen Schwerpunkte liegen in den Bereichen Energiepolitik, Sicherheitspolitik und Internationale Menschenrechtspolitik. Sie war von 1997 bis 2000 Staatssekretärin im norwegischen Außenministerium unter dem christdemokratischen Außenminister Knut Vollebæk.
Sie ist seit 2012 Mitglied der bürgerlich-konservativen Partei Høyre; vorher gehörte sie bis Herbst 2011 der Christlichen Volkspartei (KrF) an. Als Grund für ihren Parteiaustritt nannte sie die Bereitschaft der Christdemokraten, gegebenenfalls auch eine Koalition mit der sozialistischen norwegischen Arbeiterpartei einzugehen: „Christdemokratie ist eine eindeutig nichtsozialistische Ideologie, aber die KrF hat in ihrem Strategieprozess beschlossen, dass man sowohl nach links als auch nach rechts gehen kann“, schrieb Matlary in einem Brief an den Generalsekretär der KrF, in dem sie ihren Austritt ankündigte.

### Kirchliche Aktivitäten
In agnostischem Umfeld aufgewachsen, konvertierte sie als junge Studentin zum Katholizismus und ist heute eine profilierte Katholikin. Sie wurde 2001 als Dame in den Souveränen Malteserorden aufgenommen und ist eine Kooperatorin des Opus Dei. Sie war Beraterin von Papst Johannes Paul II. und bis zu deren Auflösung 2016 Mitglied der Päpstlichen Räte für Gerechtigkeit und Frieden und für Familie. Sie vertrat den Vatikan 1995 bei der 4. UNO-Weltfrauenkonferenz in Peking. Im Herbst 2009 wurde Matlary von Papst Benedikt XVI. in die Päpstliche Akademie der Sozialwissenschaften berufen, deren akademisches Mitglied sie bis 2019 war.

### Opus Dei
Janne Matlary ist sehr eng mit der kirchlichen Laienvereinigung Opus Dei verbunden, deren Netzwerk sie nach eigener Darstellung 1995 in Rom kennen lernte. Sie gilt neben dem früheren norwegischen NOK-Präsidenten Gerhard Heiberg, der über seine Zusammenarbeit mit Juan Antonio Samaranch zum Opus Dei stieß, als einzige bekannte Exponentin dieser Organisation in Norwegen. Sie engagierte sich lange Jahre als Vorkämpferin für die Verbreitung des Werks in ihrem Land, wo die Vereinigung seit Mitte der 1980er Jahre Fuß zu fassen versuchte, dabei allerdings auf Widerstände innerhalb der kirchlichen Hierarchie und bei Katholikenverbänden stieß. Den Gründer des Opus Dei, den von Papst Johannes Paul II. 2002 heiliggesprochenen spanischen Geistlichen Josemaría Escrivá, verglich Matlary mit dem norwegischen Erweckungsprediger Hans Nielsen Hauge († 1824).
Innerhalb des Werks gilt sie als Vertreterin eines sogenannten „neuen Feminismus“, der die Bedeutung und die gesellschaftlichen Belange der Mutterschaft als praktisch-politische Herausforderung in den Mittelpunkt der Frauenfrage stellen möchte.
2013 sagte sie dem norwegischen Fernsehen, sie habe mittlerweile Distanz zu der Organisation und kenne die aktuellen Pläne des Opus Dei für Norwegen nicht.

### Familie
Janne Haaland Matlary ist verheiratet und Mutter von vier Kindern.

## Schriften (Auswahl)
- Political factors in western European gas trade (NUPI rapport). Norsk Utenrikspolitisk Institutt, Oslo 1985
- Norway's new interdependence with the European Community: The political and economic implications of gas trade (NUPI rapport). Utenrikspolitisk Institutt, Oslo 1990
- Energy Policy in the European Union. Palgrave Macmillan, 1997, ISBN 978-0312172954
- Blütezeit. Feminismus im Wandel. Sankt Ulrich, Augsburg 2001, ISBN 978-3929246742 (Engl.: A Time to Blossom. A New Feminism. Balassi, Budapest 2002)
- Intervention for Human Rights in Europe. Palgrave Macmillan, 2002, ISBN 978-0333794241
- Love-Story. So wurde ich katholisch. Sankt Ulrich, Augsburg 2003, ISBN 978-3929246896
- Veruntreute Menschenrechte. Droht eine Diktatur des Relativismus? Sankt Ulrich, Augsburg 2006, ISBN 978-3936484823
- Values and Weapons: From Humanitarian Intervention to Regime Change? Palgrave Macmillan, 2006, ISBN 978-1403987167
- Faith through Reason. Gracewing Publishing, 2006, ISBN 978-0852440049